# Oscar de melhor curta-metragem em live-action: 1 bobina
O prêmio de melhor curta-metragem em live action (1 bobina) foi concedido somente entre a nona (1936) e a vigésima-nona (1956) cerimônias. A partir de 1957, essa categoria e a de Oscar de melhor curta-metragem em live-action: 2 bobinas foram fundidas em uma única, a de Oscar de melhor curta-metragem em live action.
Um curta-metragem em live action é o curta-metragem que não utiliza as técnicas da animação, isto é, feito com tudo que existe na Natureza, sejam seres vivos (pessoas ou não) ou inanimados.
Uma bobina (ou "rolo") comporta dez minutos de filme, aproximadamente.
| Ano  | Vencedor                                | Título PT/BR             | Título PT/PT | Estúdio              | Outros indicados                                                                                                  |
| ---- | --------------------------------------- | ------------------------ | ------------ | -------------------- | --- |
| 1936 | Bored of Education                      | Fugindo da Escola        |              | Hal Roach            | Moscow Moods Wanted -- A Master                                                                                   |
| 1937 | The Private Life of the Gannets         |                          |              | Educational Pictures | A Night at the Movies Romance of Radio                                                                            |
| 1938 | That Mothers Must Live                  | Salvando a Vida das Mães |              | MGM                  | The Great Heart Timber Toppers                                                                                    |
| 1939 | Busy Little Bears                       |                          |              | Paramount            | Information Please Prophet Without Honor Sword Fishing                                                            |
| 1940 | Quicker'n a Wink                        |                          |              | MGM                  | London Can Take It More About Nostradamus Siege                                                                   |
| 1941 | Of Pups and Puzzles                     | Cães e Charadas          |              | MGM                  | Army Champions Beauty and the Beach Down on the Farm Forty Boys and a Song Kings of the Turf Sagebrush and Silver |
| 1942 | Speaking of Animals and Their Families  |                          |              | Paramount            | Desert Wonderland Marines in the Making United States Marine Band                                                 |
| 1943 | Amphibious Fighters                     | Guerreiros Anfíbios      |              | Paramount            | Cavalcade of Dance with Veloz and Yolanda Champions Carry On Hollywood in Uniform Seeing Hands                    |
| 1944 | Who's Who in Animal Land                |                          |              | Paramount            | Blue-Grass Gentlemen Jammin' the Blues Movie Pests Screen Snapshots' 50th Anniversary of Motion Pictures          |
| 1945 | Stairway to Light                       | Caminho Para a Luz       |              | MGM                  | Along the Rainbow Trail Screen Snapshots' 25th Anniversary Story of a Dog White Rapsody Your National Gallery     |
| 1946 | Facing Your Danger                      |                          |              | Warner Bros.         | Dive-Hi Champs Golden Horses Smart As a Fox Sure Cure                                                             |
| 1947 | Goodbye Miss Turlock                    |                          |              | MGM                  | Brooklyn, U. S. A. Moon Rockets Now You See It So You Want to Be in Pictures                                      |
| 1948 | Symphony of a City                      |                          |              | 20th Century Fox     | Annie Was a Wonder Cinderella Horse So You Want to Be on the Radio You Can't Win                                  |
| 1949 | Aquatic House-Party                     |                          |              | Paramount            | Roller Derby Girl So You Think You're Not Guilty Spills and Chills Water Trix                                     |
| 1950 | Grandad of Races                        |                          |              | Warner Bros.         | Blaze Busters Wrong Way Butch                                                                                     |
| 1951 | World of Kids                           |                          |              | Warner Bros.         | Ridin' the Rails The Story of Time                                                                                |
| 1952 | Light in the Window: The Art of Vermeer |                          |              | 20th Century Fox     | Athletes of the Saddle Desert Killer Neighbours Royal Scotland                                                    |
| 1953 | The Merry Wives of Windsor Overture     |                          |              | MGM                  | Christmas Among the Primitives Herring Hunt Joy of Living Wee Water Wonders                                       |
| 1954 | This Mechanical Age                     |                          |              | Warner Bros.         | The First Piano Quartette The Strauss Fantasy                                                                     |
| 1955 | Survival City                           |                          |              | 20th Century Fox     | Gadgets Galore 3rd Ave. El Three Kisses                                                                           |
| 1956 | Crashing the Water Barrier              |                          |              | Warner Bros.         | I Never Forget a Face Time Stood Still                                                                            |